# Raphionacme longifolia
Raphionacme longifolia är en oleanderväxtart som beskrevs av Nicholas Edward Brown. Raphionacme longifolia ingår i släktet Raphionacme och familjen oleanderväxter. Inga underarter finns listade i Catalogue of Life.